# Joan Surroca i Sens
Joan Surroca i Sens (Torroella de Montgrí, 27 de juny de 1944) és un educador, museòleg i polític català, diputat al Parlament de Catalunya en la V Legislatura.

## Biografia
Ha estat director del Museu del Montgrí i del Baix Ter, del Museu d'Art de Girona i del Museu de l'Art de la Pell de Vic. Ha donat cursos de postgrau de patrimoni, de museologia i de cultura de la pau. Fou regidor de l'ajuntament de Torroella de Montgrí (1983-1987) i diputat al parlament de Catalunya (eleccions al Parlament de Catalunya de 1999-2003) per la coalició PSC-CpC-ICV. Vicepresident de la Comissió de Política Cultural i ponent de la llei de Foment de la Pau i la d'Arxius i Documents.
Implicat en diverses accions reivindicatives i iniciatives ciutadanes, emprant la no-violència com a mètode. El 1998 va declarar-se en insubmissió fiscal i el percentatge d'IRPF destinat a despeses militars el va donar a una associació de dones africanes i a altres finalitats socials en anys successius. El cas acabà als tribunals i el 2006 el Tribunal Superior de Justícia de Catalunya va negar-li taxativament el dret a l'objecció fiscal, tot i que li va perdonar la sanció perquè no hi havia ànim defraudatori a la seva conducta. El 2005 va rebre el premi Memorial Joan XXIII per la Pau, el 2008 el de l'Associació de Museòlegs de l'Associació de Museologia de Catalunya, el 2010 el "Salvador Sunyer i Aimeric" a la Solidaritat i la Cooperació, el 2011 la "Medalla del Montgrí" i el 2012 va ser reconegut Amic Honorari del Museu d'Art de Girona.

## Obres
- El conreu de l'arròs a l'Empordà durant el segle XVIII (1979) a Estudis d'història agrària
- Imatges històriques de Torroella i l'Estartit coautor (1982)
- Bibliografia de Torroella (1983)
- Bibliografía de Torroella (1983-1989) (1990)
- El Museo de Arte de Girona (1991) a Catalonia cultura
- Petita història del Museu d'Art de Girona (1994)
- El Museu d'Art de Girona. La organización de un museo a medio plazo (1995) a Revista de Museología
- Museo y escuela (1995) Coord.
- Del sí a la mili al no als exèrcits (1999) a Revista de Girona
- Cristianisme i cultures de futur (2001)
- Evolució dels museus a Osona i perspectiva de futur (2004) a Ausa
- Museus i la cultura de la pau (2004) a Mnemòsine
- Els dies més grans: propostes i textos per a un cerimonial civil (2006)
- Manual de ceremonias civiles (2008)
- Com salvar-nos amb el planeta (2009)
- Ètica per a joves: parlem-ne?. Tr. castellà Ética para jóvenes: ¿hablamos? (2012)